# Baccaurea sylvestris
Baccaurea sylvestris là một loài thực vật có hoa trong họ Diệp hạ châu. Loài này được Lour. mô tả khoa học đầu tiên năm 1790.